# 8. Arany Málna-gála
A 8. Arany Málna-gálán (Razzies) – az Oscar-díj-átadó paródiájaként – az amerikai filmipar 1987. évi legrosszabb alkotásait, alkotóit díjazták tíz kategóriában. A kategóriákon belül kisebb változtatás történt: a legrosszabb filmzenék helyett a legrosszabb vizuális effektusok részesültek megszégyenítésben. A díjazottak megnevezésére 1988. április 10-én, a 60. Oscar-gála előtti napon került sor a Hollywood Roosevelt Hotel „Virágzás” báltermében.
A legtöbb jelölést (7-7) Joseph Sargent Cápa 4. – A cápa bosszúja és a Norman Mailer Kemény fiúk tánca című alkotásai kapták (1-1 díjat „nyertek”). A díjkiosztó legnagyobb „nyertese” a Leonard, a titkosügynök lett. A vígjáték 5 jelölésből 3 díjat tudhatott magáénak. Az ünnepségen nem jelent ugyan meg, de a film alkotója, a színész, producer és társ-forgatókönyvíró Bill Cosby egy héttel később – a díj történetében elsőként – átvette mindhárom díjat a Fox tévé The Late Show című éjszakai talk show-jában. Csupán azt kérte, a díjak 24 karátos aranyból és olasz márványból készüljenek…

## Díjazottak és jelöltek
| „Győztes” |

| Kategória                        | „Győztesek” és jelöltek |
| -------------------------------- | --- |
| Legrosszabb film                 | Leonard, a titkosügynök, producer: Bill Cosby (Columbia)                                                                                         |
| Legrosszabb film                 | Ishtar, producer: Warren Beatty (Columbia) |
| Legrosszabb film                 | Cápa 4. – A cápa bosszúja, producer: Joseph Sargent (Universal Studios)                                                                          |
| Legrosszabb film                 | Kemény fiúk tánca, producer: Menahem Golan és Yoram Globus (Cannon Group)                                                                        |
| Legrosszabb film                 | Ki ez a lány?, producer: Rosilyn Heller és Bernard Williams (Warner Bros.)                                                                       |
| Legrosszabb férfi főszereplő     | Bill Cosby – Leonard, a titkosügynök |
| Legrosszabb férfi főszereplő     | Bruce, a cápa – Cápa 4. – A cápa bosszúja |
| Legrosszabb férfi főszereplő     | Judd Nelson – Az ügyvéd, aki szelet vetett és sikert aratott                                                                                     |
| Legrosszabb férfi főszereplő     | Ryan O’Neal – Kemény fiúk tánca |
| Legrosszabb férfi főszereplő     | Sylvester Stallone – Túl a csúcson |
| Legrosszabb női főszereplő       | Madonna – Ki ez a lány? |
| Legrosszabb női főszereplő       | Lorraine Gary – Cápa 4. – A cápa bosszúja |
| Legrosszabb női főszereplő       | Sondra Locke – Patkány öcsi |
| Legrosszabb női főszereplő       | Debra Sandlund – Kemény fiúk tánca |
| Legrosszabb női főszereplő       | Sharon Stone – Az elveszett aranyváros fosztogatói                                                                                               |
| Legrosszabb férfi mellékszereplő | David Mendenhall – Túl a csúcson |
| Legrosszabb férfi mellékszereplő | Billy Barty – He-Man – A világ ura |
| Legrosszabb férfi mellékszereplő | Tom Bosley – Pénzmánia |
| Legrosszabb férfi mellékszereplő | Michael Caine – Cápa 4. – A cápa bosszúja |
| Legrosszabb férfi mellékszereplő | Mack Dryden és Jamie Alcroft – Pénzmánia |
| Legrosszabb női mellékszereplő   | Daryl Hannah – Tőzsdecápák |
| Legrosszabb női mellékszereplő   | Gloria Foster – Leonard, a titkosügynök |
| Legrosszabb női mellékszereplő   | Mariel Hemingway – Superman 4. – A sötétség hatalma                                                                                              |
| Legrosszabb női mellékszereplő   | Grace Jones – Nagyra törő álmok |
| Legrosszabb női mellékszereplő   | Isabella Rossellini – Kemény fiúk tánca és Nagyra törő álmok                                                                                     |
| Legrosszabb rendező              | Norman Mailer – Kemény fiúk tánca (megosztva) Elaine May – Ishtar (megosztva)                                                                    |
| Legrosszabb rendező              | James Foley – Ki ez a lány? |
| Legrosszabb rendező              | Joseph Sargent – Cápa 4. – A cápa bosszúja |
| Legrosszabb rendező              | Paul Weiland – Leonard, a titkosügynök |
| Legrosszabb forgatókönyv         | Leonard, a titkosügynök, forgatókönyv: Jonathan Reynolds, Bill Cosby története alapján                                                           |
| Legrosszabb forgatókönyv         | Ishtar, írta: Elaine May |
| Legrosszabb forgatókönyv         | Cápa 4. – A cápa bosszúja, forgatókönyv: Michael de Guzman, a Peter Benchley által megalkotott karakter alapján                                  |
| Legrosszabb forgatókönyv         | Kemény fiúk tánca, forgatókönyv: Norman Mailer, saját regényéből                                                                                 |
| Legrosszabb forgatókönyv         | Ki ez a lány?, forgatókönyv: Andrew Smith és Ken Finkleman, Andrew Smith története alapján                                                       |
| Legrosszabb új sztár             | David Mendenhall – Túl a csúcson |
| Legrosszabb új sztár             | A „Garbage Pail Kids” (Ali Gator, Greaser Greg, Nat Nerd, Foul Phil, Messy Tessie, Valerie Vomit és Windy Winston) – The Garbage Pail Kids Movie |
| Legrosszabb új sztár             | David és Peter Paul (a barbár fivérek) – Barbár fivérek                                                                                          |
| Legrosszabb új sztár             | Debra Sandlund – Kemény fiúk tánca |
| Legrosszabb új sztár             | Jim Varney – Ernest táborozni megy |
| Legrosszabb „eredeti” dal        | Beverly Hills-i zsaru 2. „I Want Your Sex” című dala, írta: George Michael                                                                       |
| Legrosszabb „eredeti” dal        | Ki ez a lány? „El Coco Loco (So, So Bad)” című dala, írta: Coati Mundi                                                                           |
| Legrosszabb „eredeti” dal        | Rendőrakadémia 4.: Civil osztag „Let's Go to Heaven in My Car” című dala, írta: Brian Wilson, Eugene E. Landy, és Gary Usher                     |
| Legrosszabb „eredeti” dal        | Pénzmánia „Million Dollar Mystery” című dala, írta: Barry Mann és John Lewis Parker                                                              |
| Legrosszabb „eredeti” dal        | The Garbage Pail Kids Movie „You Can Be a Garbage Pail Kid” című dala, írta: Michael Lloyd                                                       |
| Legrosszabb vizuális effektusok  | Cápa 4. – A cápa bosszúja, a forgatási technikusok vezető-tervezője: Henry Millar                                                                |
| Legrosszabb vizuális effektusok  | The Garbage Pail Kids Movie, számítógéppel vezérelt figurák: John Buechler, Mechanical Make-Up Imageries, Inc.                                   |
| Legrosszabb vizuális effektusok  | Superman 4. – A sötétség hatalma , a forgatási technikusok vezető-tervezője: Harrison Ellenshaw és John Evans                                    |

## A kategóriákban előforduló filmek
| Jelölés | Díj | Magyar címe                                    | Eredeti címe                               |
| ------- | --- | ---------------------------------------------- | ------------------------------------------ |
| 7       | 1   | Cápa 4. – A cápa bosszúja                      | Jaws: The Revenge                          |
| 7       | 1   | Kemény fiúk tánca                              | Tough Guys Don't Dance                     |
| 5       | 1   | Ki ez a lány?                                  | Who's That Girl                            |
| 5       | 3   | Leonard, a titkosügynök                        | Leonard Part 6                             |
| 3       | 2   | Túl a csúcson                                  | Over the Top                               |
| 3       | 1   | Ishtar                                         | Ishtar                                     |
| 3       | 0   | Pénzmánia                                      | Million Dollar Mystery                     |
| 3       | 0   |                                                | The Garbage Pail Kids Movie                |
| 2       | 1   | Nagyra törő álmok                              | Siesta                                     |
| 2       | 0   | Superman 4. – A sötétség hatalma               | Superman IV: The Quest for Peace           |
| 1       | 1   | Beverly Hills-i zsaru 2.                       | Beverly Hills Cop II                       |
| 1       | 1   | Tőzsdecápák                                    | Wall Street                                |
| 1       | 0   | Az elveszett aranyváros fosztogatói            | Allan Quatermain and the Lost City of Gold |
| 1       | 0   | Az ügyvéd, aki szelet vetett és sikert aratott | From the Hip                               |
| 1       | 0   | Barbár fivérek                                 | The Barbarians                             |
| 1       | 0   | Ernest táborozni megy                          | Ernest Goes to Camp                        |
| 1       | 0   | He-Man – A világ ura                           | Masters of the Universe                    |
| 1       | 0   | Patkány öcsi                                   | Ratboy                                     |
| 1       | 0   | Rendőrakadémia 4.: Civil osztag                | Police Academy 4: Citizens on Patrol       |